# Schizocosa venusta
Schizocosa venusta är en spindelart som först beskrevs av Roewer 1959.  Schizocosa venusta ingår i släktet Schizocosa och familjen vargspindlar.
Artens utbredningsområde är Tanzania. Inga underarter finns listade i Catalogue of Life.